# Нью-Бостон (Техас)
Нью-Бостон (англ. New Boston) — місто (англ. city) в США, в окрузі Бові штату Техас. Населення — 4612 особи (2020).

## Географія
Нью-Бостон розташований за координатами 33°27′40″ пн. ш. 94°25′9″ зх. д. / 33.46111° пн. ш. 94.41917° зх. д. (33.461110, -94.419096).  За даними Бюро перепису населення США в 2010 році місто мало площу 8,53 км², з яких 8,52 км² — суходіл та 0,00 км² — водойми. В 2017 році площа становила 9,76 км², з яких 9,76 км² — суходіл та 0,01 км² — водойми.

## Демографія
Згідно з переписом 2010 року, у місті мешкало 4550 осіб у 1869 домогосподарствах у складі 1185 родин. Густота населення становила 534 особи/км².  Було 2122 помешкання (249/км²).
Расовий склад населення:
| - 76,0 % — білих - 18,5 % — чорних або афроамериканців - 0,8 % — корінних американців - 0,5 % — азіатів - 1,8 % — осіб інших рас |

До двох чи більше рас належало 2,4 %. Частка іспаномовних становила 4,5 % від усіх жителів.
За віковим діапазоном населення розподілялося таким чином: 25,6 % — особи молодші 18 років, 56,4 % — особи у віці 18—64 років, 18,0 % — особи у віці 65 років та старші. Медіана віку мешканця становила 38,3 року. На 100 осіб жіночої статі у місті припадало 87,0 чоловіків;  на 100 жінок у віці від 18 років та старших — 82,3 чоловіків також старших 18 років.
Середній дохід на одне домашнє господарство  становив 41 487 доларів США (медіана — 29 221), а середній дохід на одну сім'ю — 50 885 доларів (медіана — 49 625). Медіана доходів становила 42 396 доларів для чоловіків та 19 960 доларів для жінок. За межею бідності перебувало 28,4 % осіб, у тому числі 41,9 % дітей у віці до 18 років та 14,0 % осіб у віці 65 років та старших.
Цивільне працевлаштоване населення становило 1853 особи. Основні галузі зайнятості: мистецтво, розваги та відпочинок — 20,7 %, освіта, охорона здоров'я та соціальна допомога — 16,1 %, публічна адміністрація — 15,5 %.